# Die Kunst in der Photographie

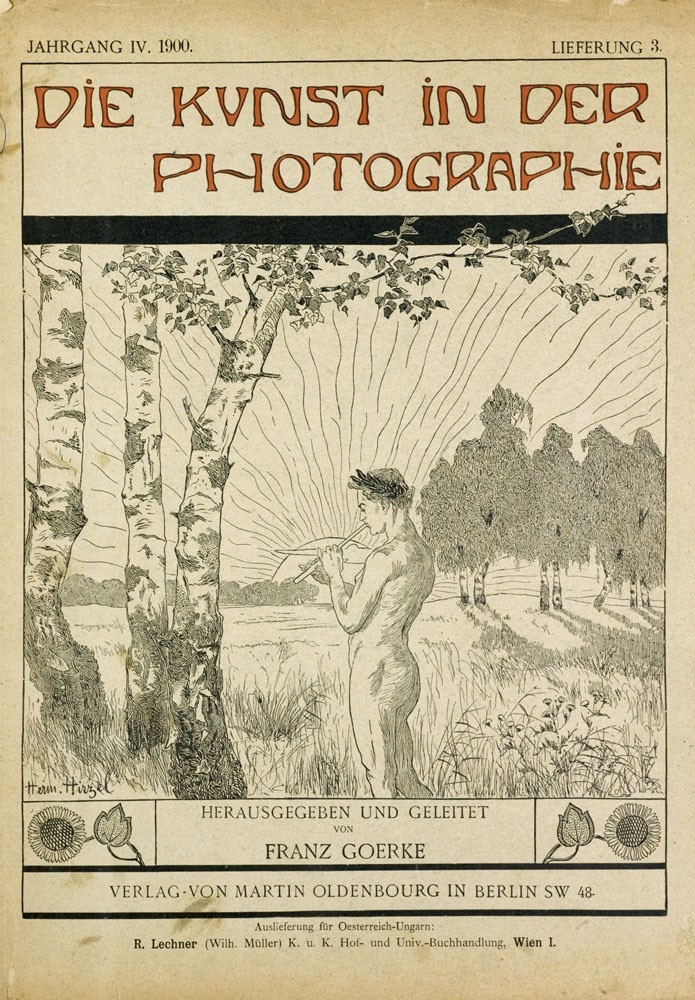
Cover Die Kunst in der Photographie, 1897, ontwerp Hermann Hirzel.

Die Kunst in der Photographie was een artistiek Duits fototijdschrift, tussen 1897 en 1908 in Berlijn uitgegeven door uitgever en amateurfotograaf Franz Goerke (1856-1931). In totaal verschenen er 66 uitgaven van het blad, in een frequentie van zes per keer jaar.

## Historie
Goerke was een fanatiek liefhebber van de fotografie en was in 1889 een van de oprichters van de 'Freie Photographische Vereinigung', te Berlijn. Een van de doelen die hij zich stelde was de popularisering van de fotografie als esthetische kunstvorm. Na verscheidene exposities te hebben georganiseerd vatte hij in 1896 het idee op om een fototijdschrift uit te brengen. In 1897 verscheen uiteindelijk het eerste exemplaar van 'Die Kunst in der Photographie'.
'Die Kunst in der Photographie' bood een platform aan kunstzinnige fotografen uit de hele wereld, in een tijd datde artistieke fotografie nog grotendeels in de kinderschoenen stond. In totaal zouden tot aan haar opheffing in 1908 278 individuele fotografen hun fotogravures (meestens via drukrasterplaten) in het blad publiceren. Bekende namen waren Constant Puyo, Robert Demachy, Hans Watzek, Hugo Henneberg, Heinrich Kühn, James Craig Annan, Mary Devens, Leonard Misonne, Gustave Marissiaux, Rudolf Eickemeyer, Fred Holland Day en Gertrude Käsebier. Veel van hen waren lid van internationale fotografieverenigingen als ' Linked Ring ' in Engeland, de 'Photo-Club de Paris', de 'Association Belge de Photographie', de 'Berliner Vereine' en de 'Wiener Camera-Club'.
In 'Die Kunst in der Photographie' verschenen ook baanbrekende redactionele artikelen over de kunst van de fotografie, vaak van de hand van Goerke zelf. Aandacht ging vooral uit naar de beweging van het picturalisme, als belangrijkste stroming in de artistieke fotografie van die tijd. Het blad had een grote rol in het verbreden van de internationale contacten van de betrokken fotografen en uiteindelijk een onmiskenbare invloed op de ontwikkeling van de Westerse kunstfotografie, welke na 1900 in een stroomversnelling kwam. Vaak echter wordt die invloed nog ondergewaardeerd, met name in Angelsaksische studies over de geschiedenis van de fotografie, die over het algemeen de nadruk leggen op het werk van Alfred Stieglitz en diens fotomagazines 'Camera Notes' en 'Camera Work'. Veel van de 79 fotografen die in Camera Work werk publiceerden, hadden echter eerder al werk geplaatst in 'Die Kunst in der Photographie'. Ook Stieglitz zelf publiceerde tussen 1898 en 1901 diverse foto’s in het blad, in een periode dat hij zelf 'Camera Notes' uitgaf.

## Galerij

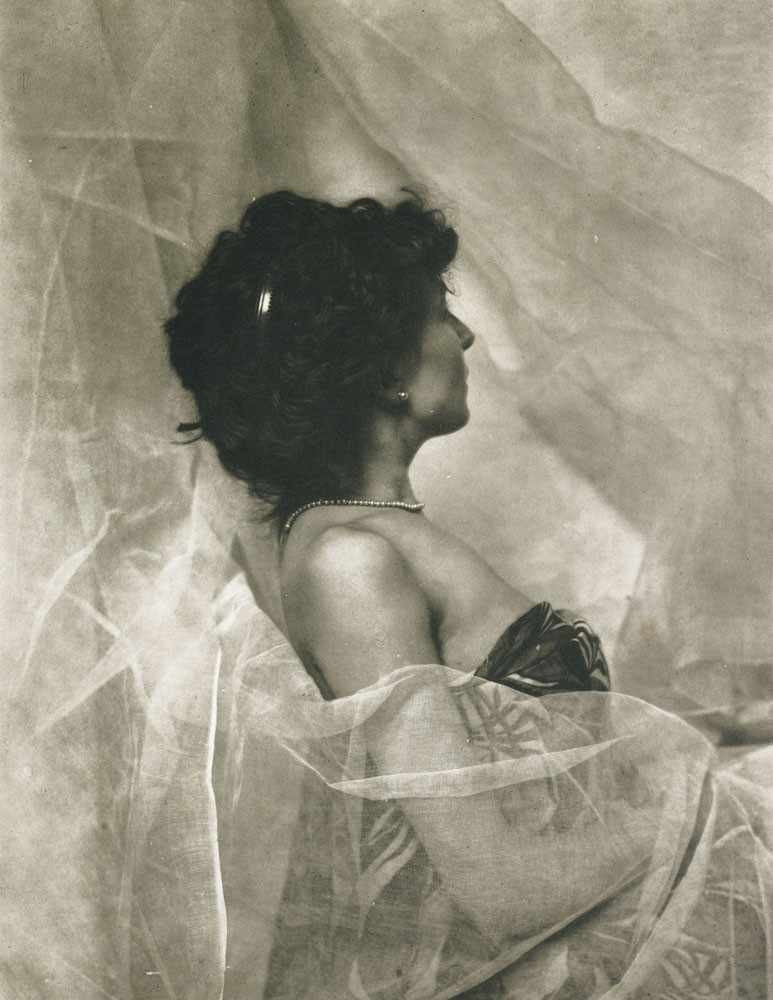
Maurice Bremard: studie
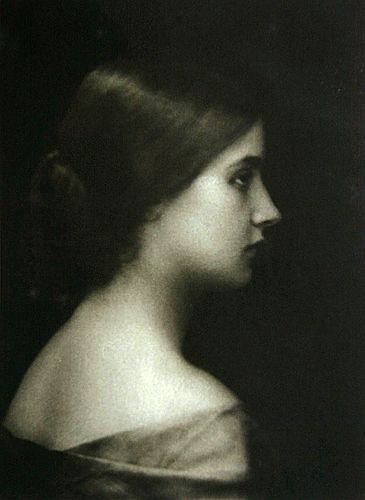
Philipp Ritter Von Schoeller: Cäcilie
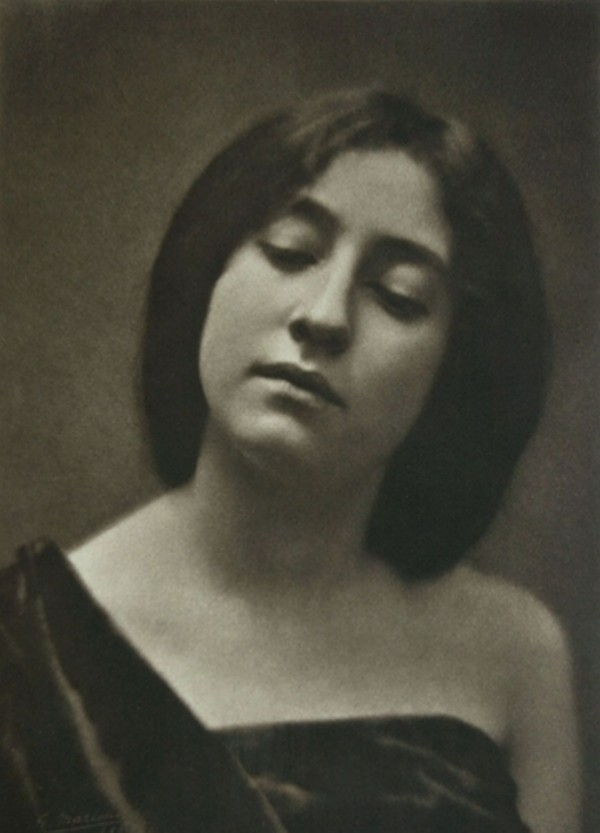
Gustave Marissiaux: Étude de Visage
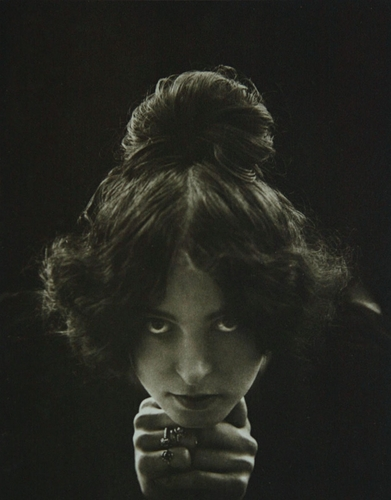
Stephanie Ludwig: Kätzchen
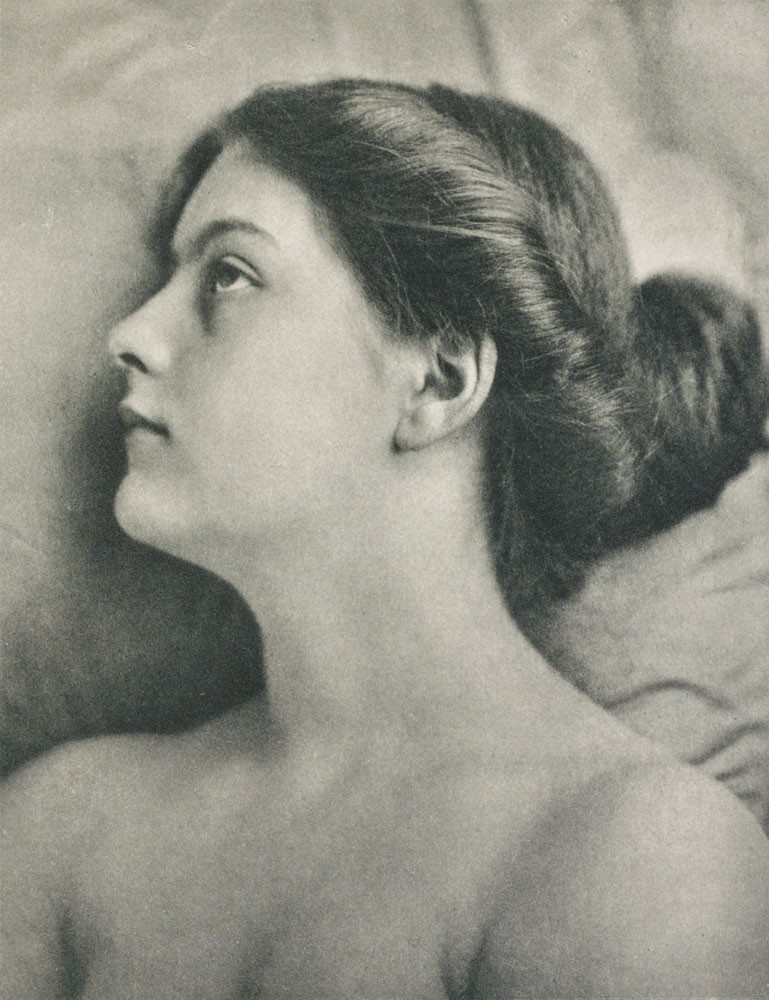
Charles Berg: Portret-studie
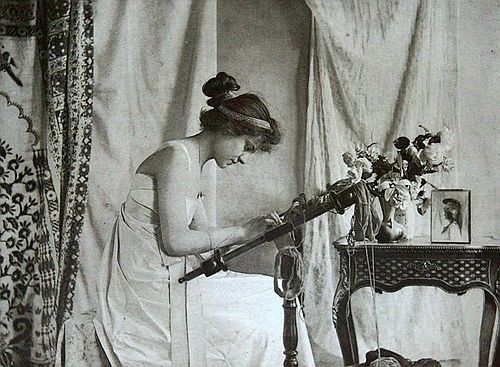
Constant Puyo: dessigner
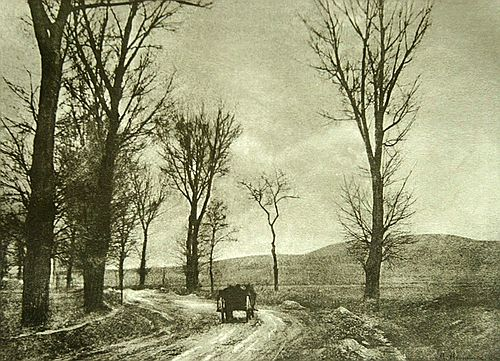
Hugo Henneberg: Auf der Landstrasse
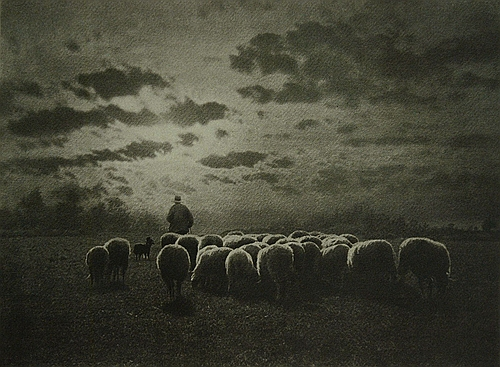
Léonard Misonne: Au Coucher du Soleil
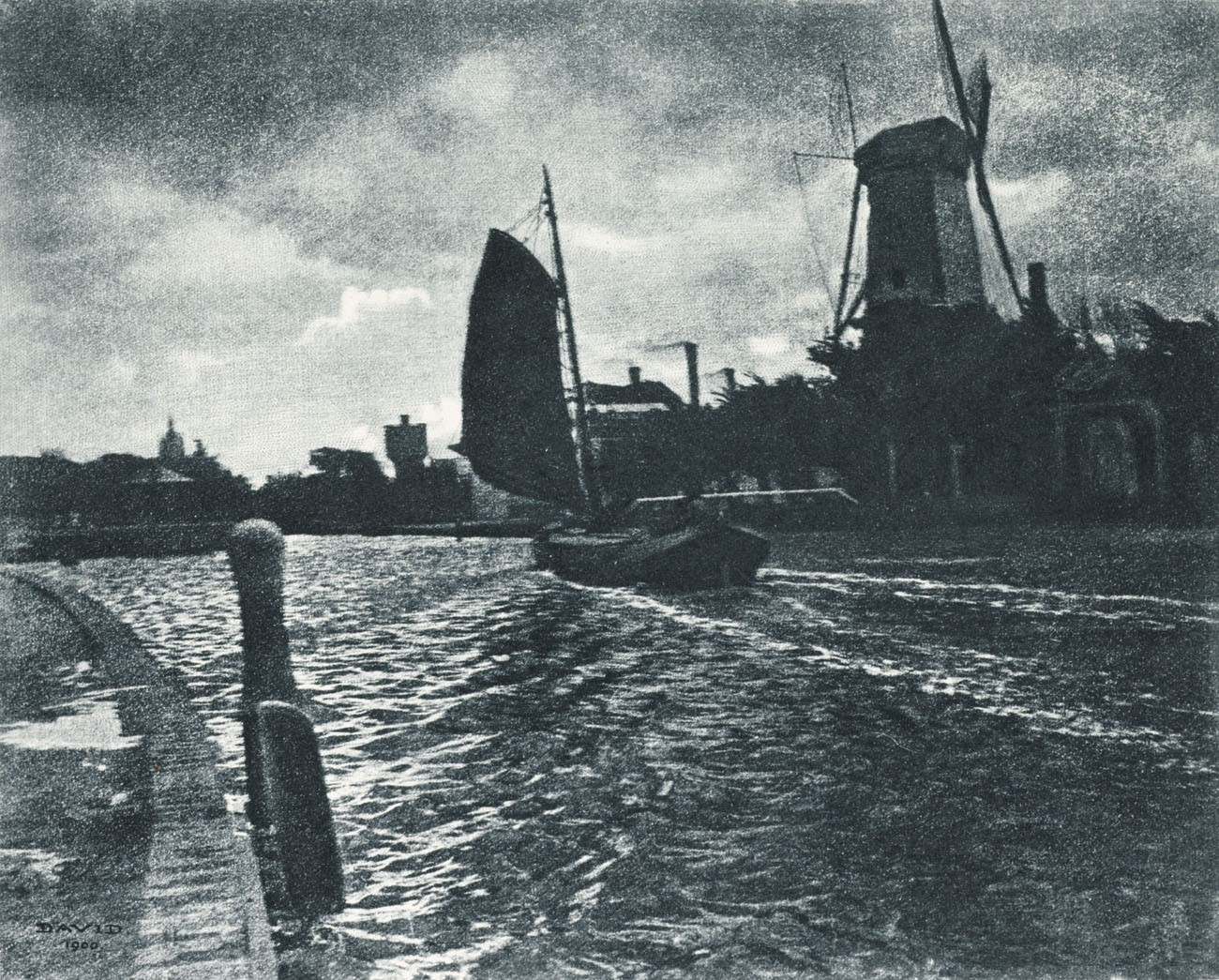
Ludwig David: Canal bei Delft
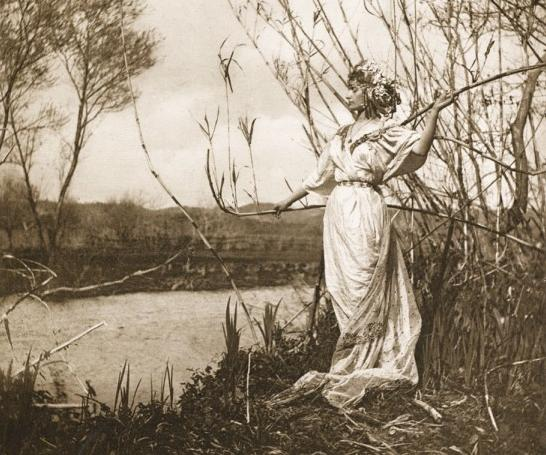
Paul Bergon: Königstochter
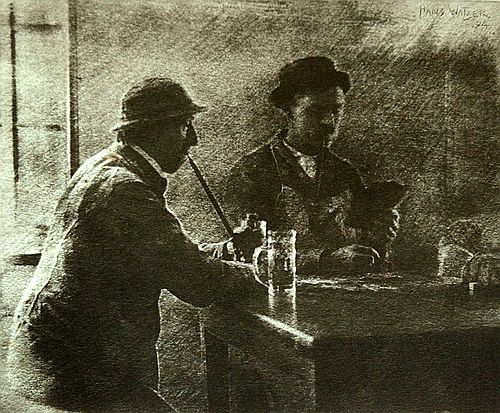
Hans Watzek: Der Kiebitz
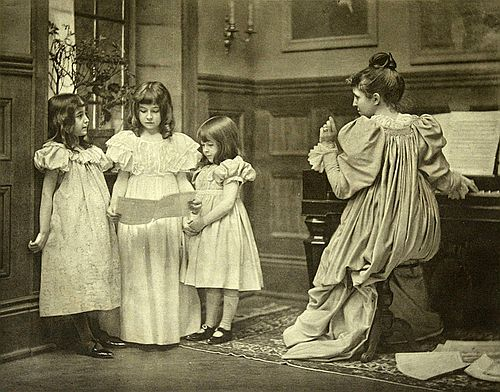
Rudolf Eickemeyer: Der Falsche Ton
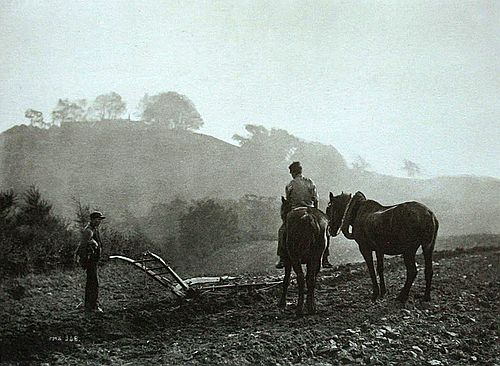
Francis Meadow Sutcliffe: Auf dem Felde
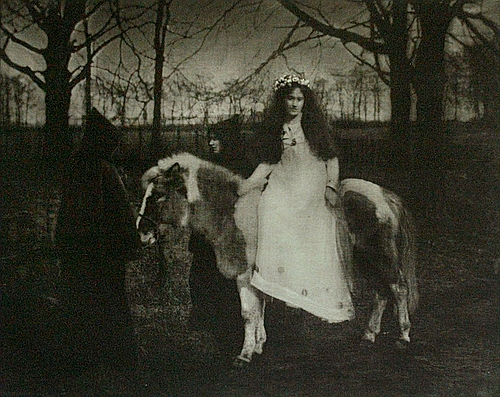
James Craig Annan: The Church of the World
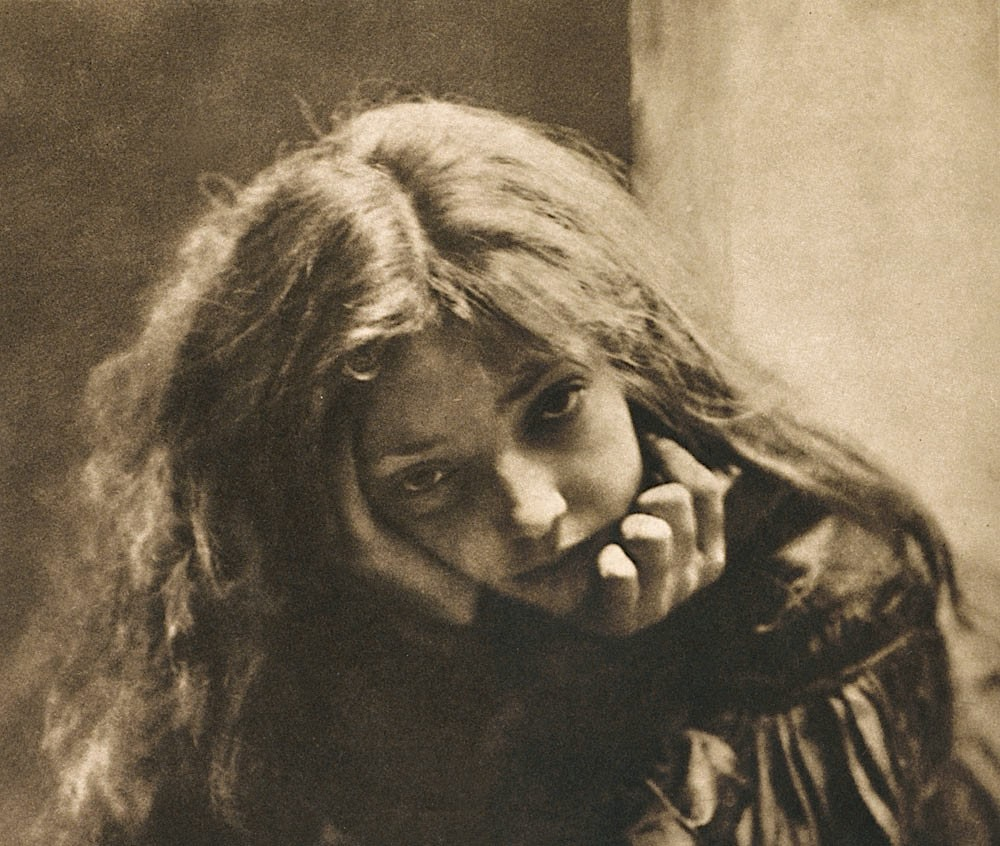
Robert Demachy: Mignon
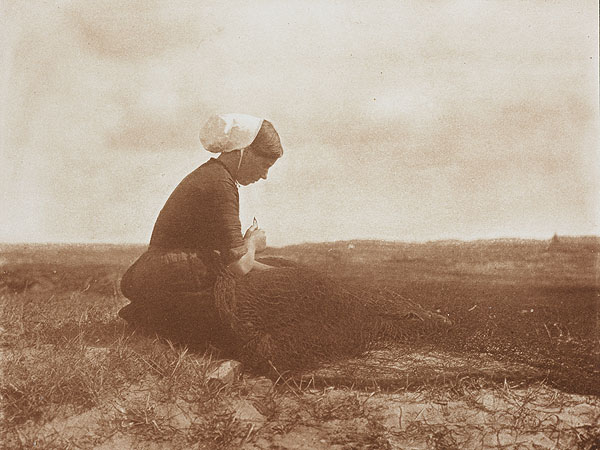
Alfred Stieglitz: Mending nets
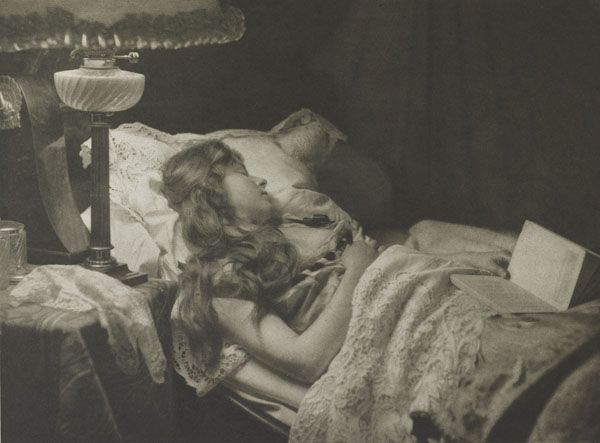
Constant Puyo: Eingeschlafen
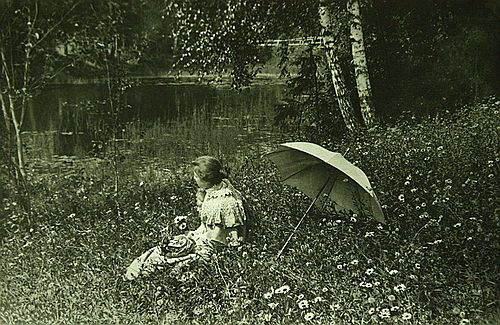
Alexis Mazourine: Sommer
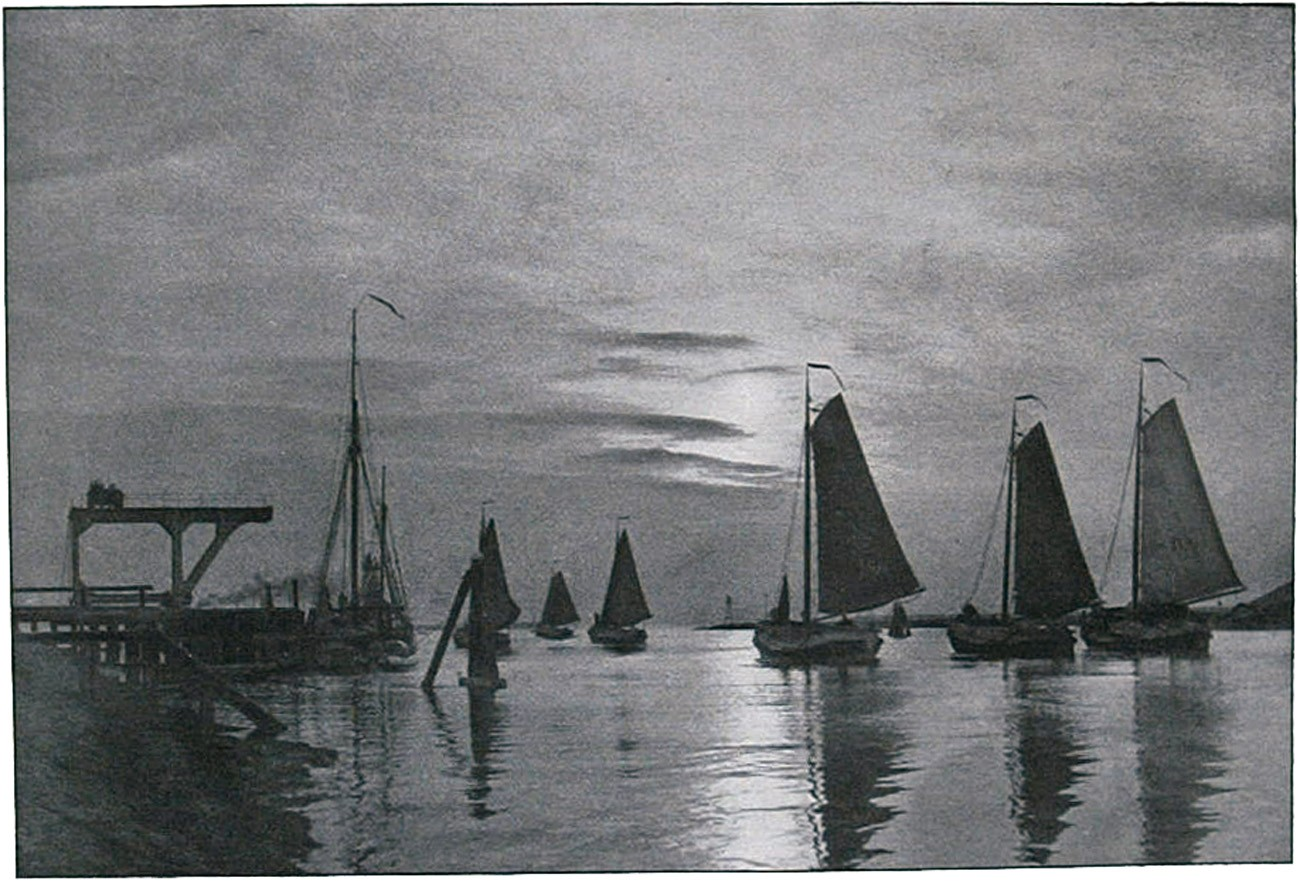
Johan Huijsser, Nederlands fotograaf: Im Fisherhafen
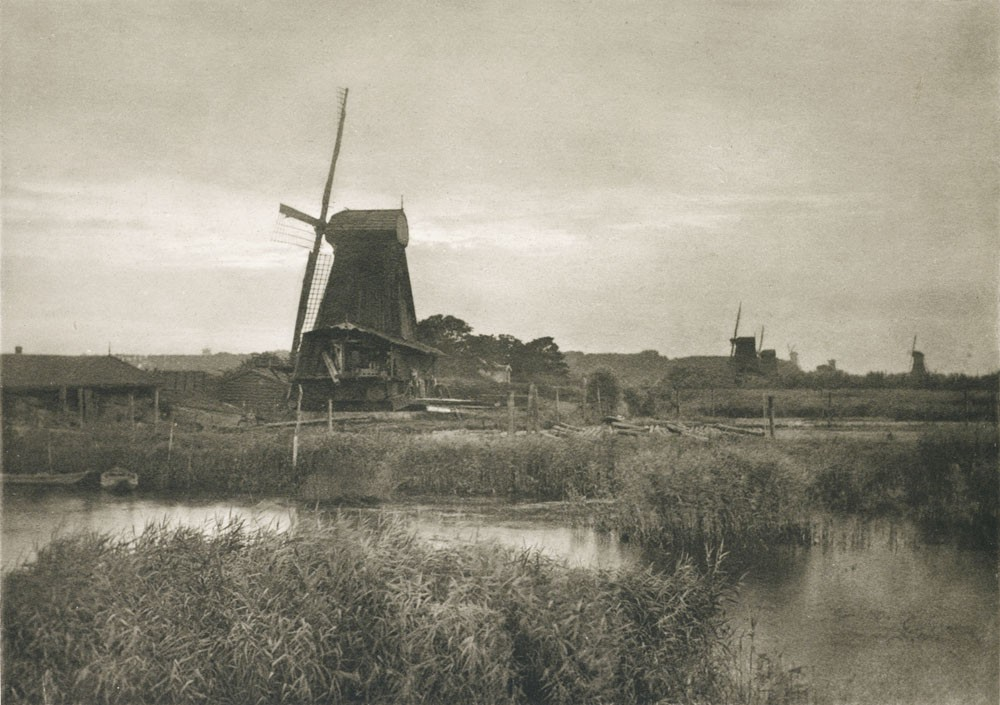
Karl Greger: Ein Abend bei Dordrecht

## Noot
1. ↑  Cf. David Spencer, LuminousLint. Gearchiveerd op 3 maart 2021.